# Hans-Joachim Willerding
Hans-Joachim Willerding (1952. április 19. –) német politikus, Klaus Willerding fia. 1966-ban a Szabad Német Ifjúság, 1971-ben az SED tagja lett. Felfelé ívelő politikai pályája tulajdonképpen a berlini fal leomlásával ért véget, ezután gazdasági területen dolgozott. A Picon cég üzletvezetője.

## Fordítás
- Ez a szócikk részben vagy egészben  a   Hans-Joachim Willerding című német Wikipédia-szócikk fordításán alapul.  Az eredeti cikk szerkesztőit annak laptörténete sorolja fel. Ez a jelzés csupán a megfogalmazás eredetét és a szerzői jogokat jelzi, nem szolgál a cikkben szereplő információk forrásmegjelöléseként.